# Deltochilum peruanum
Deltochilum peruanum är en skalbaggsart som beskrevs av Renaud Maurice Adrien Paulian 1938. Deltochilum peruanum ingår i släktet Deltochilum och familjen bladhorningar. Inga underarter finns listade i Catalogue of Life.